# Garry Ryan
Garry Ryan é um escritor canadiano, conhecido pela sua série de romances de mistério do Detective Lane.
Gary nasceu, cresceu e vive em Calgary, no estado de Alberta, no Canadá. Licenciou-se em Psicologia Educacional na Universidade de Calgary, e é professor de Inglês e Escrita Criativa para alunos do ensino secundário. O seu primeiro romance, Queen's Park (2004) resultou do seu desejo de escrever uma história de mistério centrada na rica diversidade e cenários da sua terra natal. O seu segundo romance, The Lucky Elephant Restaurant (2005) venceu o Lambda Literary Award na categoria de Gay Men's Mystery em 2006.